# Ławrientij Beria

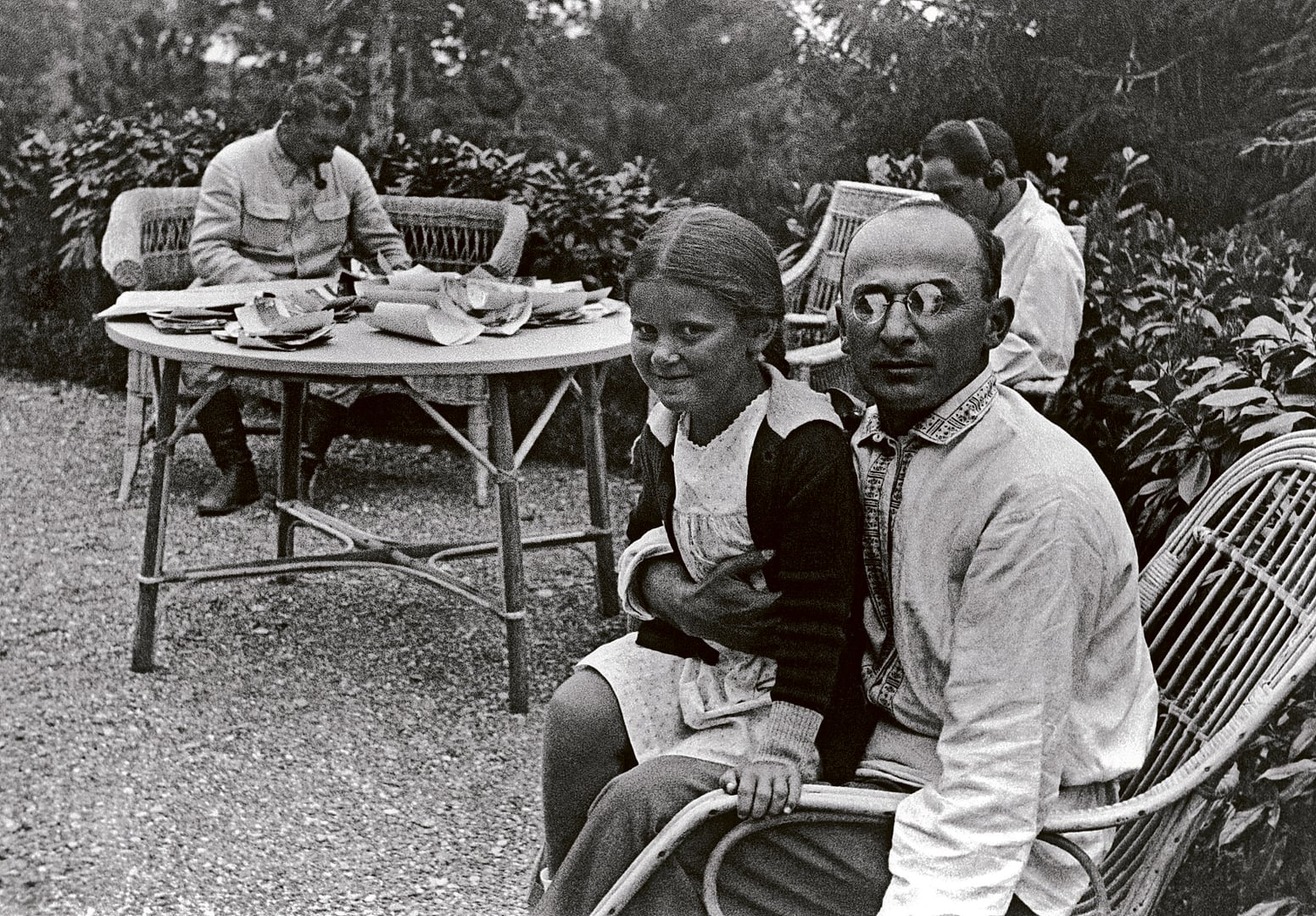
Beria ze Swietłaną Alliłujewą, córką siedzącego z tyłu Stalina, 1931

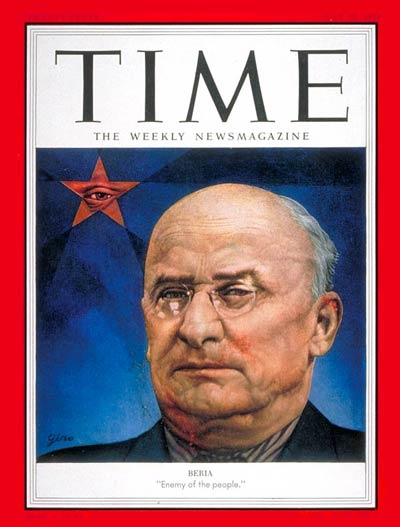
Beria na okładce tygodnika „Time“ z 20 lipca 1953 roku

Ławrientij Pawłowicz Beria (ros. Лаврентий Павлович Берия, gruz. ლავრენტი პავლეს ძე ბერია Lawrenti Pawles dze Beria, ur. 17 marca?/29 marca 1899 w Mercheuli, zm. 23 grudnia 1953 w Moskwie) – radziecki działacz komunistyczny pochodzenia gruzińskiego, zbrodniarz komunistyczny, bezpośrednio odpowiedzialny za mord polskich oficerów w Katyniu.
Szef NKWD, który był w znacznym stopniu odpowiedzialny za wielki terror okresu stalinowskiego. Marszałek Związku Radzieckiego (od 1945). Jeden z głównych wykonawców zbrodni stalinowskich. Szczyt jego wpływów przypadał na okres II wojny światowej i bezpośrednio po niej. 
Po śmierci Stalina autor najbardziej liberalnego projektu zmian ustrojowych ZSRR. W wyniku zawiązanego przeciwko niemu spisku został usunięty ze stanowiska i stracony.

## Życiorys

### Kariera u boku Stalina
Urodził się w megrelskiej, biednej rodzinie chłopskiej w miejscowości Mercheuli w Abchazji. Początkowo kształcił się w technikum w Suchumi, następnie ukończył z wyróżnieniem Szkołę Techniczną w Baku (obecnie Azerbejdżański Państwowy Uniwersytet Ropy Naftowej i Przemysłu), uzyskując dyplom technika-architekta. W 1917 lub 1919 roku wstąpił do partii bolszewickiej.
W roku 1921 lub 1922 wstąpił do Czeka. W swojej karierze w partii komunistycznej i aparacie bezpieczeństwa Rosji Radzieckiej był wspierany przez rodaka Sergo Ordżonikidze, który poznał go ze Stalinem. W początkach lat 20. Gruzja wahała się między tendencjami narodowymi i komunistycznymi. Beria w 1924 roku brał udział w stłumieniu wystąpienia narodowego i popowstaniowych represjach, w których, jak się ocenia, stracono 7-10 tysięcy osób. W uznaniu za to został szefem tajnego politycznego wydziału OGPU (następca Czeka) obejmującego rejony zakaukaskie i wręczono mu Order Czerwonej Gwiazdy. W roku 1926, dzięki poparciu Ordżonikidze i Nestora Łakoby, został szefem zakaukaskiego OGPU, a także I Sekretarzem Komitetu Centralnego Komunistycznej Partii Gruzji, a w 1932 przywódcą organizacji partyjnej całego Zakaukazia. Członkiem Komitetu Centralnego Wszechzwiązkowej Komunistycznej Partii (bolszewików) został na XVII Zjeździe WKP(b) w 1934.
W roku 1935 Beria stał się jednym z najbardziej zaufanych ludzi Stalina. Aby przypodobać się radzieckiemu przywódcy, zlecił kilku osobom przygotowanie zafałszowanej 206-stronicowej książki: Historia bolszewickich organizacji na Zakaukaziu, która przedstawiała go jako najważniejszą postać ruchu bolszewickiego na Zakaukaziu. Pozycję tę Beria przedstawił Stalinowi, a następnie opublikował jako własną, co przyczyniło się do jeszcze większej przychylności i uznania ze strony jego zwierzchnika. Współautorzy natomiast zostali zamordowani.
Po zabójstwie Siergieja Kirowa w 1934 roku rozpoczęła się „wielka czystka”. Na masową skalę rozpoczęto aresztowania wśród administracji państwowej i w siłach zbrojnych ZSRR. Dziesiątki tysięcy ludzi zabito, a miliony uwięziono. Kiedy w 1938 roku Stalin stwierdził, że czystki mają negatywny wpływ na działanie struktur państwa i wojska, zaczęto stopniowo się z nich wycofywać. Nikołaja Jeżowa jako Ludowego Komisarza Spraw Wewnętrznych oskarżono o niesprawiedliwe aresztowania, odsunięto, a w kwietniu 1939 aresztowano i następnie, po brutalnym śledztwie, zabito. Miejsce Jeżowa jako Ludowego Komisarza Spraw Wewnętrznych ZSRR zajął Beria.
Zreorganizował Główny Urząd Obozów Pracy, tzw. Gułag, poprzez dużo bardziej „racjonalne” wykorzystywanie przymusowej pracy więźniów dla wypełnienia radzieckich planów gospodarczych. Ławrentij Beria nadzorował masowe deportacje narodów, w tym ponad miliona Polaków z terenów zaanektowanych przez ZSRR (1939–41). Bardzo wielu nie przeżyło wywózki. 8 września 1939 wydał rozkaz zawierający szczegółowy wykaz przygotowań niezbędnych do represyjnych działań Ludowego Komisariatu Spraw Wewnętrznych na ziemiach polskich, które miały zostać zajęte przez Armię Czerwoną. Rozkaz przewidywał m.in. rozstrzeliwanie bez sądu Polaków winnych „destabilizacji porządku” w różnych dziedzinach życia. 9 października 1939 nakazał wyłączenie z masy jeńców polskich oficerów, pracowników wywiadu, sądownictwa, policji państwowej i zgromadzenie ich w obozach w Kozielsku, Ostaszkowie i Starobielsku. 5 marca 1940 przedstawił w Biurze Politycznym WKP(b) wniosek o rozstrzelanie wielotysięcznej grupy polskich funkcjonariuszy państwowych, który następnie został zatwierdzony przez Stalina i resztę biura. Wniosek stał się podstawą zbrodni katyńskiej. Za jej przeprowadzenie 125 enkawudzistów, którzy bezpośrednio uczestniczyli w akcji eksterminacyjnej polskich oficerów, otrzymało z rozkazu Berii (26 października 1940) nagrody „z okazji rocznicy rewolucji październikowej”.
Beria oskarżany był o przemoc seksualną. Według Wołkogonowa, szef osobistej ochrony Berii – płk Nadoraja i adiutant płk Sarkisow mieli zatrzymywać na ulicach Moskwy młode kobiety, które interesowały Berię, a następnie miały one być sprowadzane do jego domu, gdzie miały być gwałcone. Jednakże według sowietolog Françoise Thom, autorki biografii Beria. Oprawca bez skazy, oskarżenie to jest co najmniej wątpliwe. Podczas przesłuchań wspomniany pułkownik Rafael Sarkisow miał przyznać, że nigdy nie słyszał o rzekomo popełnianych gwałtach przez jego przełożonego. Ponadto podczas grudniowego procesu w 1953 roku Beria został oskarżony o zaledwie jeden domniemany gwałt. Był to przypadek Walentyny Drozdowej, której szef NKWD miał umożliwić po całym zajściu przeprowadzenie nielegalnej wówczas aborcji. Jednakże wiarygodność informacji o tym zajściu była podważana przez syna Berii Sergo, jego żonę Ninę oraz historyków.
W okresie wojny odpowiedzialny, wraz z marszałkiem Gieorgijem Żukowem, za masowe przesiedlenia ludności w głąb ZSRR.
W latach 1941–1953 Beria zajmował stanowisko wicepremiera. Pod koniec 1944 roku stanął na czele radzieckiego programu budowy arsenału atomowego i tokamaka. Integralną częścią prac było zorganizowanie siatki szpiegów i wykradzenie tajemnic atomowych USA. Po wojnie 9 lipca 1945 Ławrientij Beria został awansowany na marszałka ZSRR, a w roku 1946 został członkiem Biura Politycznego WKP(b). Po śmierci Stalina wydawał się najpoważniejszym kandydatem na jego następcę.

### Samodzielne rządy
W ostatnich miesiącach życia Stalina wykonywał pierwsze gesty wskazujące na dążenie do liberalizacji ustroju i odprężenia w stosunkach z krajami zachodnimi, m.in. prowadził rozmowy na temat zjednoczenia Niemiec oraz przygotowywał raporty o nieprzygotowaniu armii do ewentualnej wojny. Równocześnie Beria podsycał lęki Stalina oraz dbał o informowanie krajów zachodnich o antysemickich czystkach.
Beria sprawował faktyczną władzę przez około 100 dni od marca do czerwca 1953 roku. Ku ogólnemu zdumieniu kierownictwa partii w pierwszych dniach po śmierci Stalina cieszył się z jego śmierci, wyrażał się o nim bardzo niepochlebnie i głosił poglądy sprzeczne z dotychczasową linią polityczną.
W czasie swoich rządów Beria nakazał wypuścić z obozów znaczną liczbę przetrzymywanych tam więźniów. Zasadność wykorzystywania pracy niewolniczej krytykował jeszcze w czasie II wojny światowej, gdy wskazywał na jej niską wydajność. Już w marcu 1953 r. ogłosił pierwszą amnestię m.in. dla osób starszych i chorych oraz matek dzieci do 10 lat – łącznie, tylko w pierwszych dniach po śmierci Stalina, zwolnionych zostało 180 tys. z 2,5 mln więźniów, a zwolnienia trwały przez cały okres jego rządów. Oprócz masowego zwalniania osadzonych wprowadził złagodzenie reżimu dla tych, którzy pozostali uwięzieni, a także przeprowadził liberalizację kodeksu karnego i wprowadził zakaz stosowania tortur w śledztwach. Przypisuje mu się, że amnestionował milion więźniów obozów pracy.
Beria wstrzymał propagandę antysemicką oraz rozpoczął krytykę kultu jednostki, doprowadzając do upublicznienia informacji o wymuszaniu zeznań torturami. Rozpoczął także reformy mające na celu decentralizację władzy poprzez przekazanie większych uprawnień republikom radzieckim i republikom autonomicznym. Planował wstrzymać rusyfikację, którą szczególnie intensywnie prowadzono na terenach przyłączonych w czasie II wojny światowej, oraz prześladowania inteligencji.
Beria zainicjował reformy gospodarcze, przesuwając znaczne środki budżetowe z przemysłu ciężkiego i zbrojeń na przemysł dóbr użytkowych i rolnictwo, a także zezwolił na stopniowe odwrócenie procesu kolektywizacji. Ponadto zmniejszył obciążenia podatkowe, którymi obłożona była ludność rolna.
W zakresie polityki międzynarodowej wysunął nawet projekt zgody na zjednoczenie państw niemieckich i wycofanie się ZSRR z tego kraju (pod warunkiem neutralności i demilitaryzacji) w zamian za rekompensatę do budżetu radzieckiego w wysokości 100 milionów dolarów. Ponadto zrezygnował z krytyki ONZ jako instrumentu dominacji USA, zasygnalizował gotowość do rozmów o pokoju w Korei oraz złagodził antyzachodnią retorykę propagandy, a także sugerował zliberalizowanie stosunków z krajami satelickimi. W zakresie stosunków z krajami satelickimi doprowadził do wycofania wielu radzieckich doradców i funkcjonariuszy organów bezpieczeństwa, w szczególności zredukował rosyjski personel w NRD. Ponadto doprowadził do odwołania do kraju wielu agentów działających w krajach zachodnich.
Wprowadzanym przez Berię zmianom sprzeciwiali się pozostali radzieccy przywódcy (przede wszystkim Gieorgij Malenkow) oraz władze NRD z Walterem Ulbrichtem na czele. Posunięcia zmierzające do wycofania się ZSRR z Niemiec były bezpośrednią przyczyną jego obalenia przez działających wspólnie Nikitę Chruszczowa, Gieorgija Malenkowa i Wiaczesława Mołotowa, przy czym za przywódcę przewrotu uważany jest Chruszczow.

### Śmierć
Do zawiązania spisku przeciwko Berii wykorzystano jego nieobecność w kraju. Berię postanowiono uznać za ukrytego agenta imperializmu, a pretekstami miały być jego obecność w NRD w trakcie rozruchów, które nazwano później puczem inspirowanym przez USA, oraz rzekome planowanie przeprowadzenia wojskowego zamachu stanu. Niedługo po powrocie do Moskwy, 26 czerwca 1953 roku, Beria został aresztowany – najprawdopodobniej podczas posiedzenia prezydium rządu, choć inne wersje mówią też o posiedzeniu Biura Politycznego.
Istnieje kilka wzajemnie sprzecznych wersji dotyczących śmierci Berii. Wydaje się, że ze względu na zniszczenie odpowiednich dokumentów oraz bardzo fragmentaryczne i niekiedy wzajemnie sprzeczne relacje uczestników tych wydarzeń problem nie zostanie nigdy w pełni wyjaśniony. Mimo istnienia dużych rozbieżności w tej materii nie ulega wątpliwości, że była to śmierć gwałtowna, zadana z rozkazu jego partyjnych towarzyszy, a może nawet nastąpiła w wyniku ich bezpośredniego działania. Według jednej z wersji śmierci, podanej w oficjalnym komunikacie, Berii zarzucono szpiegostwo na rzecz obcych mocarstw i próbę obalenia ustroju komunistycznego. Po krótkim procesie został skazany na śmierć. Według późniejszych relacji Kiriłła Moskalenki, po ogłoszeniu wyroku, Beria miał na kolanach błagać o litość, jednak wyrok na nim i jego ludziach wykonano bezzwłocznie.
Według innej wersji Beria został podstępnie zaaresztowany podczas posiedzenia Biura Politycznego KPZR na skutek wniosku Chruszczowa, popartego natychmiast przez pozostałych członków Biura. Na zakończenie mowy oskarżycielskiej, stanowiącej dla Berii całkowite zaskoczenie, Chruszczow miał wówczas powiedzieć: „Marszałku Żukow! Aresztujcie zdrajcę i wroga ludu, Ławrentija Berię”. Berię miano wówczas udusić, a zwłoki wynieść zawinięte w dywan, aby nie wzbudzić podejrzeń licznych agentów podległego Berii NKWD, przebywających w bezpośrednim sąsiedztwie sali, w której odbywało się posiedzenie Politbiura.
W roku 1998 angielski dziennik „Times” dotarł do 83-letniego emeryta wojskowego z Moskwy Michaiła Chiżniaka-Guriewicza, który był głównym dozorcą pilnującym Berii. Chiżniak-Guriewicz miał rozkaz bezzwłocznego uśmiercenia więźnia w razie ewentualnej próby szturmu na miejsce jego przetrzymywania – podziemny bunkier przy ulicy Osipienki w Moskwie. Skazanego Berię po wyroku Sądu Najwyższego ZSRR zastrzelił osobiście generał Paweł Baticki, po czym strzały „kontrolne” oddało wszystkich pięciu oficerów plutonu egzekucyjnego, łącznie z Chiżniakiem-Guriewiczem, któremu nakazano przewiezienie zwłok i ich spalenie w krematorium, a następnie rozpylenie prochów za pomocą specjalnie dostarczonego w tym celu potężnego wentylatora. Według innej wersji, jego prochy zostały pochowane w zbiorowym grobie na cmentarzu Dońskim, na którym ciało Berii zostało wcześniej spopielone.
Odsunięcie Berii było ostatnim w historii ZSRR odsunięciem od władzy polityka poprzez egzekucję.
Wokół działalności Berii powstał szereg hipotez, legend i niepotwierdzonych tez. Jedna z takich hipotez głosi, że Beria był inicjatorem i przywódcą udanego spisku na życie Stalina. W skład spiskowców wchodzić mieli jeszcze Chruszczow, Malenkow i Bułganin. Stalina miano zamordować za pomocą trucizny podanej w zastrzyku przez jedną z lekarek. Choć oficjalną przyczyną śmierci miał być wylew krwi do mózgu, wiadomo, że przed śmiercią wymiotował on krwią, co mogłoby potwierdzać hipotezę mówiącą o celowym uśmierceniu za pomocą trucizny.

## Odznaczenia
- Tytuł Bohatera Pracy Socjalistycznej[24]
- Order Lenina (pięciokrotnie)
- Order Czerwonego Sztandaru (dwukrotnie)
- Order Suworowa I Klasy[24]
- Nagroda Stalinowska 1 Stopnia[24]
- Order Suche Batora (Mongolia)
- Order Czerwonego Sztandaru (Mongolia)
- Medal 25-lecia Mongolskiej Republiki Ludowej
- Order Republiki (Tuwa)
- Order Czerwonego Sztandaru Pracy Armeńskiej Socjalistycznej Republiki Radzieckiej
- Order Czerwonego Sztandaru Pracy Azerbejdżańskiej Socjalistycznej Republiki Radzieckiej
- Wojenny Order Czerwonego Sztandaru Gruzińskiej Socjalistycznej Republiki Radzieckiej
- Order Czerwonego Sztandaru Pracy Gruzińskiej Socjalistycznej Republiki Radzieckiej
- Złoty Medal „Sierp i Młot”